# Land-Wasser-Schlepper
Der Land-Wasser-Schlepper (LWS) war ein schwimmfähiges Kettenfahrzeug der Wehrmacht als Transportmittel durch Flüsse und für das Anlanden an Küsten.

## Entwicklung
1936 beauftragte die Wehrmacht die Firma Rheinmetall mit dem Bau einer schwimmfähigen Zugmaschine. Die ersten drei Land-Wasser-Schlepper wurden bis 1939 fertiggestellt und bis Juli 1940 erhöhte sich diese Zahl auf sieben. Diese Fahrzeuge wurden vom Heereswaffenamt eingehend erprobt. Der Land-Wasser-Schlepper konnte etwa 20 Soldaten oder entsprechende andere Ladung befördern und als Zugmaschine im Wasser und an Land eingesetzt werden. Der LWS war mit einem 300-PS-Zwölfzylinder-Motor Maybach HL 120 ausgestattet und konnte damit auf der Straße 40 km/h erreichen und im Wasser mit seinen beiden Schiffsschrauben 12,5 km/h. Seine Länge betrug 8,60 Meter, die Breite 3,16 Meter und die Höhe 3,10 Meter. Das Fahrzeug wog 13 Tonnen.

## Einsatz
Der Land-Wasser-Schlepper wurde Generaloberst Franz Halder, Generalstabschef des Heeres, am 2. August 1940 auf Sylt vorgeführt. Er kritisierte die hohe Silhouette an Land, erkannte aber den allgemeinen Nutzen der Konstruktion an. Es wurde vorgeschlagen, so viele Land-Wasser-Schlepper zu bauen, dass jedem Invasionskahn ein oder zwei davon zugeteilt werden konnten. Aber Schwierigkeiten bei der Massenproduktion des Fahrzeugs verhinderten die Umsetzung dieses Plans.
Die gebauten Land-Wasser-Schlepper wurden für ihre militärische Verwendung Landungs-Pionierbataillonen zugeteilt. Für das Unternehmen Seelöwe, der geplanten Invasion Großbritanniens, wurden alle Land-Wasser-Schlepper an die Kanalküste Frankreichs verlegt. Als das Unternehmen Seelöwe dann doch nicht ausgeführt wurde, gingen die LWS 1941 für das Unternehmen Barbarossa an die Ostfront und wurden bei der Eroberung der Ostseeinseln Moon, Ösel und Dagö im September 1941 eingesetzt. Ihr Haupteinsatzgebiet blieb die Ostfront, aber auch im Mittelmeerraum kamen Land-Wasser-Schlepper zum Einsatz. Insgesamt wurden nur 21 Land-Wasser-Schlepper gebaut.

## Ähnliche Amphibienfahrzeug anderer Länder im Zweiten Weltkrieg
Die US-Army setzte anders als die Wehrmacht und andere Armeen im Zweiten Weltkrieg Tausende Amphibienfahrzeuge Landing Vehicle Tracked (LVT), auch bekannt als amphibious tractor, amphtrack, amtrac oder amtrak, ein. Diese waren teilweise gepanzert und bewaffnet. Die japanische Armee setzte in größerer Anzahl Amphibienfahrzeuge Typ 2 Ka-Mi und wenige Typ 3 Ka-Chi und Typ 4 Ka-Tsu ein.